# 振兴中路街道
振兴中路街道，是中华人民共和国黑龙江省双鸭山市四方台区下辖的一个乡镇级行政单位。

## 行政区划
振兴中路街道下辖以下地区：
中心社区、广源社区、为民社区、四井社区和秀山社区。